# 东方航天发射场

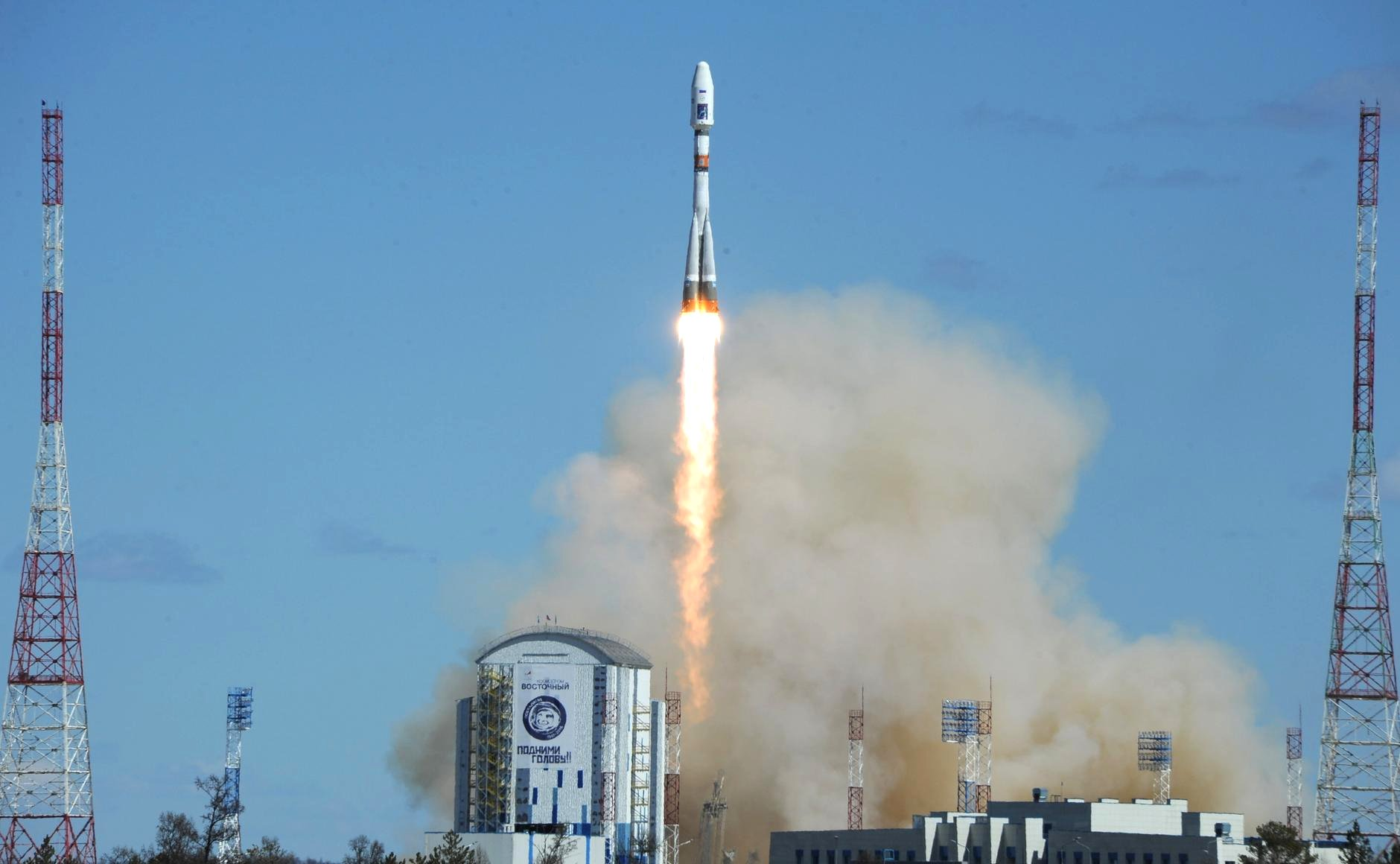
东方航天发射场的联盟-2.1A火箭的发射。2016年4月28日

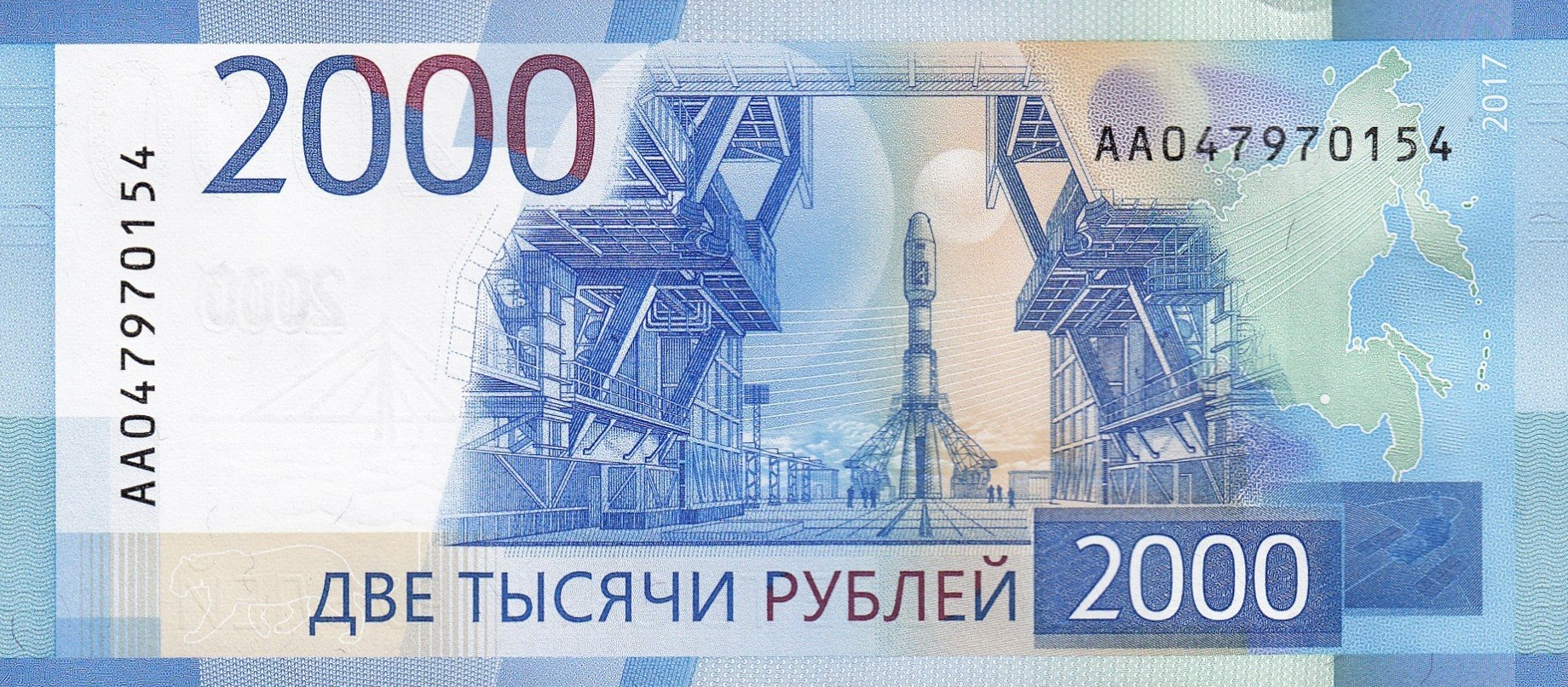
東方太空發射場出現在2017年發行的2000盧布紙鈔背面

东方航天发射场（羅馬化：Kosmodrom Vostochny，直译：東方太空港）是俄罗斯的一座航天发射场，位于俄罗斯远东地区的阿穆尔州，緯度則落在北纬51度线。部分設施已投入使用，並在2016年4月28日執行第一次發射任務；2018年全面竣工後，将可减少俄罗斯对于哈萨克斯坦拜科努尔航天发射场的依赖。东方航天发射场总设计师是Ipromashprom（机械工程学院）。主要承包商是联邦特别建设机构。

## 历史
- 為保障俄羅斯完全自主地開展太空活動，俄羅斯總統普京於2007年11月簽署命令，在阿穆爾州建設新太空發射基地，取名為「東方」。[2][3]
- 2011年9月，發射場建設由俄羅斯聯邦太空局牽頭全面展開[2]，预计在2018年完成[4]。2015年6月，航天发射场指挥所第一层的支持设备安装和组装工作移交给了空间地面基础设施运营中心的专家们[5]。
- 2015年，腐败严重影响了新沃斯托克尼航天发射场的建设[6]。据俄罗斯检察官称，在建设过程中至少有1.65亿美元被贪污；350名工人在他们的营地上绘制了一个巨大的图案，要求普京在长期拖欠工资后给予帮助[7]。

## 目的
東方太空發射場的建造目的是為了令俄羅斯盡可能在其領土內執行發射任務，並減少依賴在哈薩克斯坦境內的拜科努爾太空發射場。現時，拜科努爾太空發射場是俄羅斯唯一能執行發射載人航太任務到國際太空站或其他地方的發射場。但是，俄羅斯需每年向哈薩克斯坦繳付1.15億美元的租金以租用拜科努爾。
東方太空發射場主要是用於民用發射。俄羅斯聯邦太空局計劃在2020年將俄羅斯45%的航天發射移至東方太空發射場，而拜科努爾的份額將從65%下降至11%，普列谢茨克航天发射场將佔到44%。

## 发射记录
- 2016年4月27日，東方太空發射場原計劃進行建成以來的首次火箭發射，但在發射前卻因自動控制系統故障而推遲一天。同年4月28日，俄羅斯成功將一枚裝備新型推進器且搭載3顆衞星的「聯盟2.1A」運載火箭送入太空。[3]
- 2017年11月28日，俄罗斯航天集团从东方太空发射场发射一枚携有19颗卫星的“联盟-2.1B”运载火箭，但火箭未能将这些卫星送入预定轨道。三个小时后，俄罗斯联邦航天局承认发射“异常”，发表声明称卫星在抵达预定轨道之前与地面失去了联系。随后，19颗卫星坠落大西洋[10]。
- 2024年4月11日， 俄羅斯航太全新設計的大型運載太空火箭，Angara-A5火箭（英语：Angara A5）在此發射場，初次發射成功。

## 图片

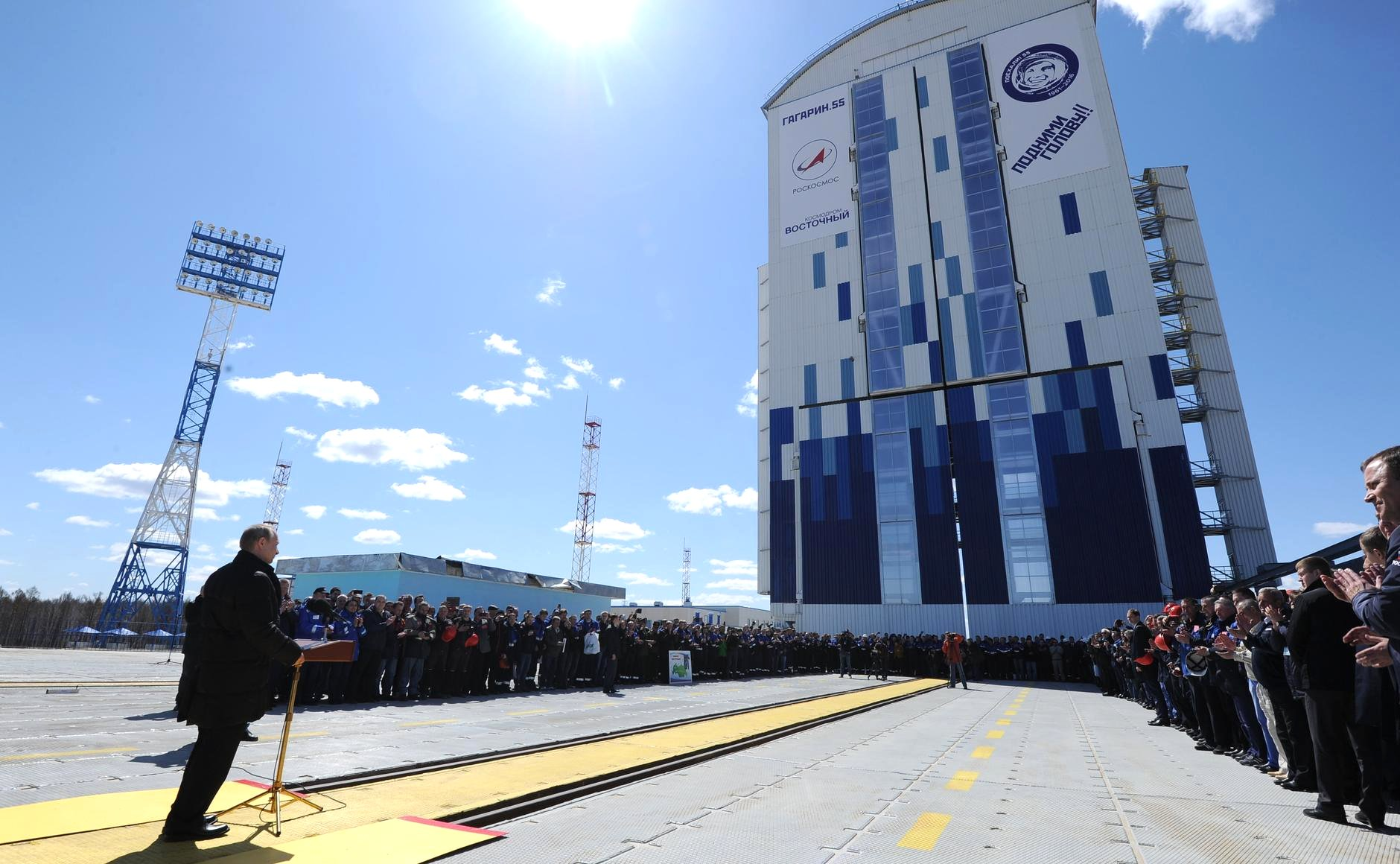
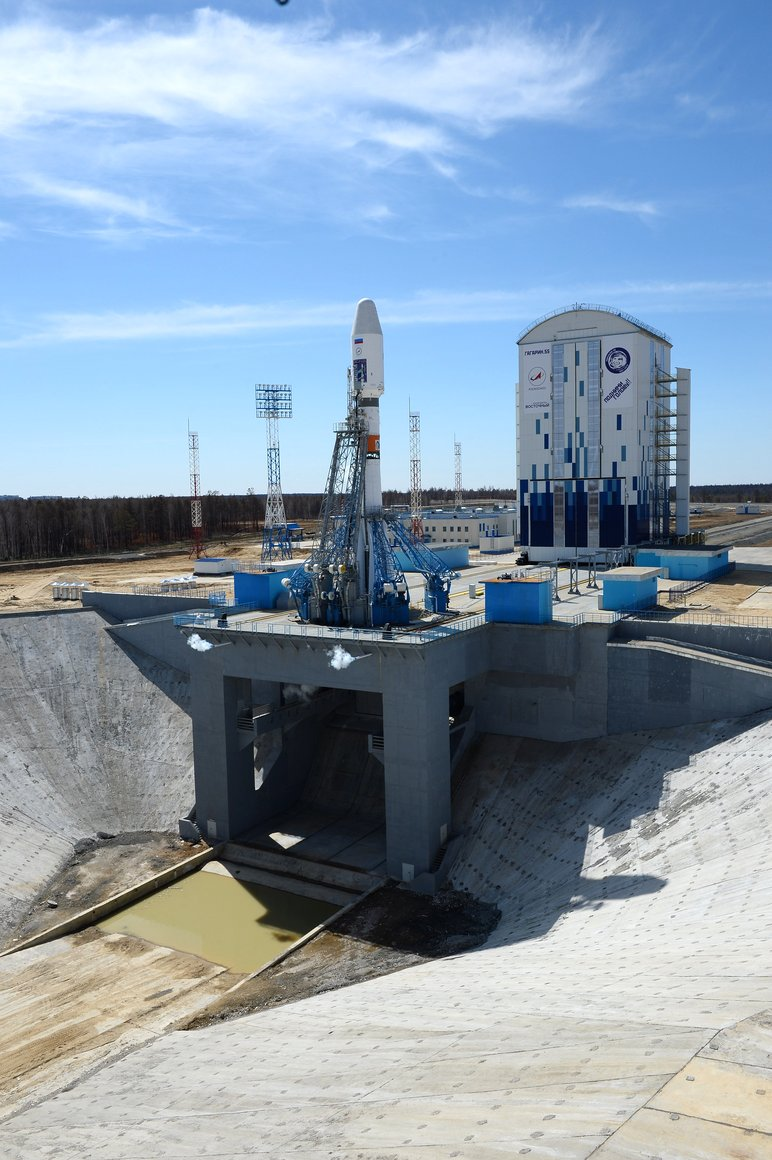
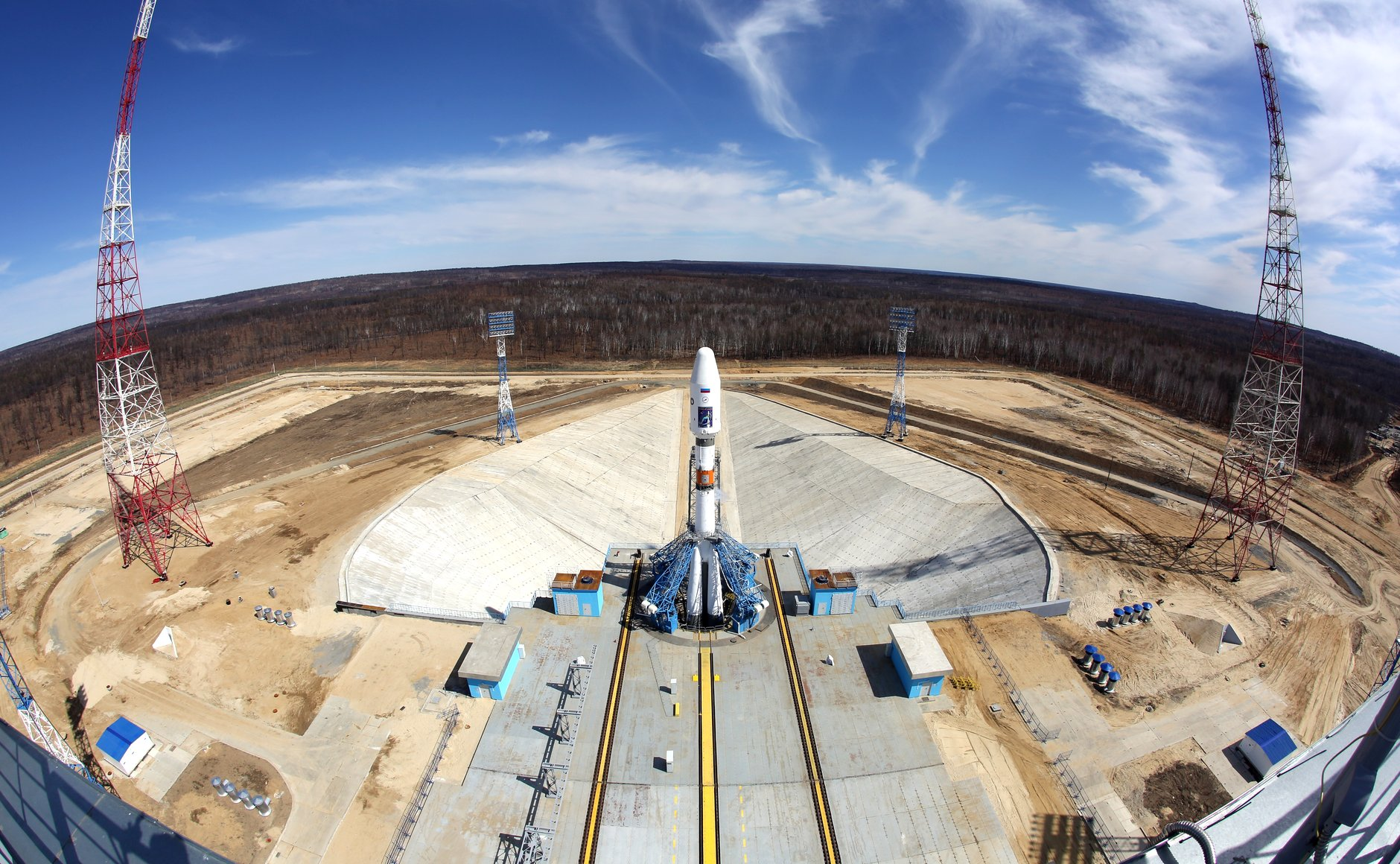
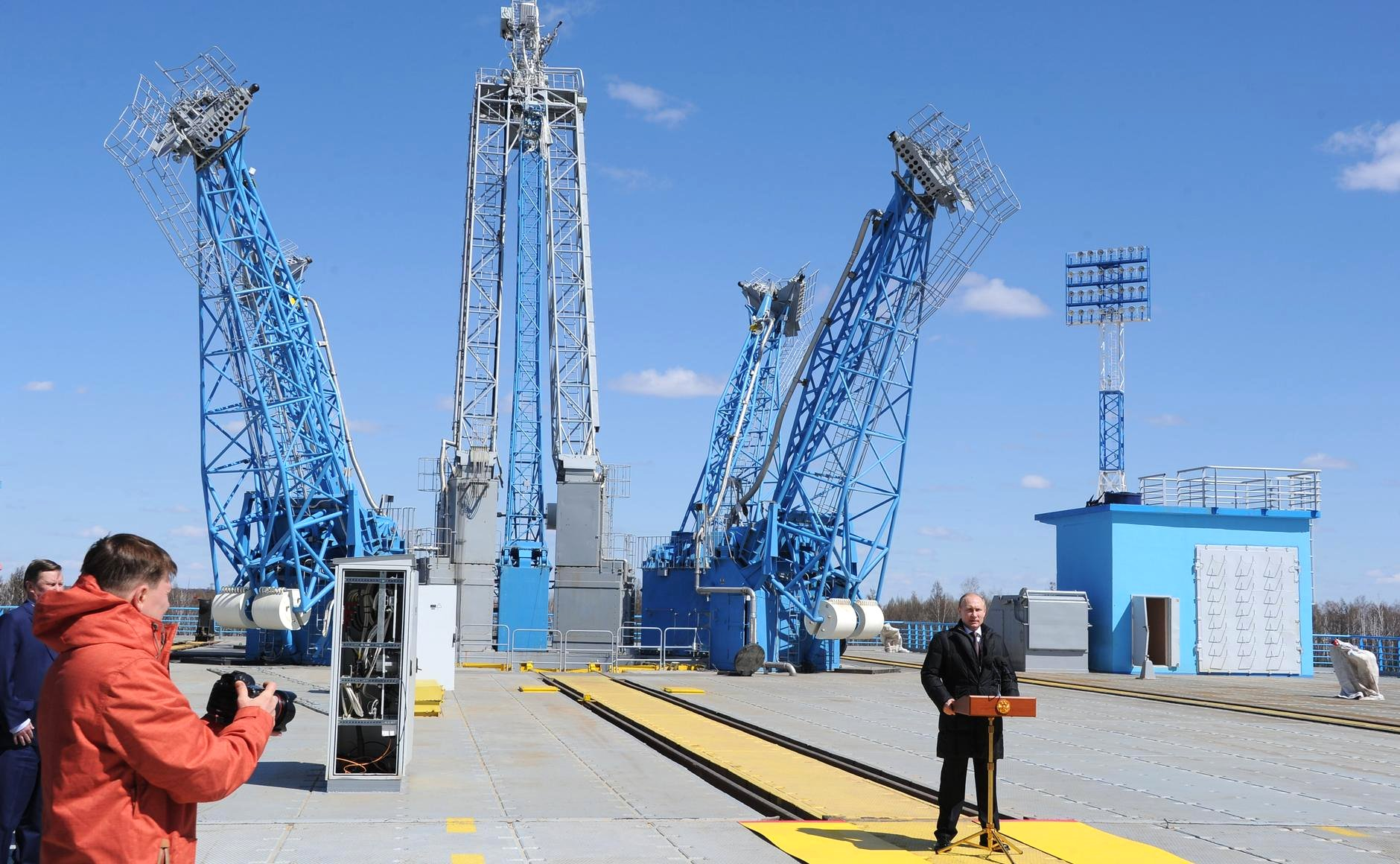
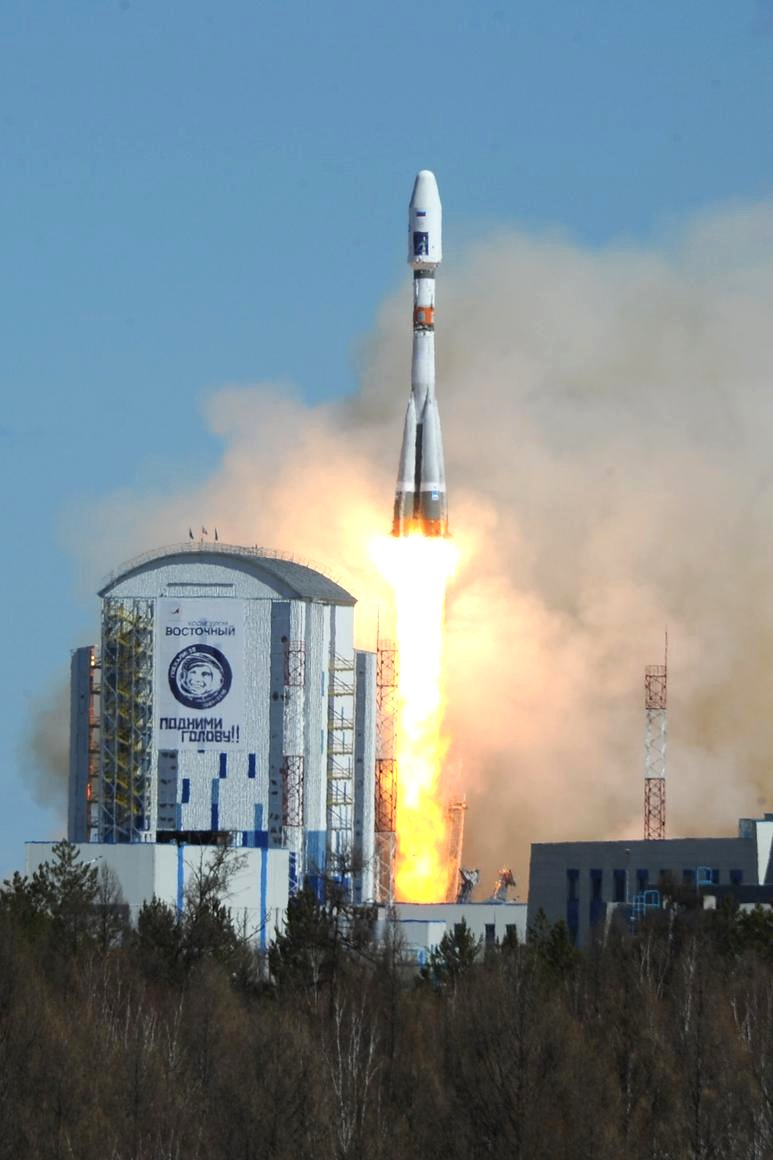